# Спорт Бойз
«Спорт Бойз» (исп. Sport Boys Association) — перуанский футбольный клуб из города Кальяо. Шестикратный чемпион Перу (четвёртый показатель в истории чемпионатов Перу).

## История
Клуб был основан 28 июля 1927 года группой молодых энтузиастов из города Кальяо. Они собрались вместе 27 июля, в полночь исполнили гимн Перу и в день независимости страны постановили об образовании нового клуба. Первым президентом клуба «Sport Boys Association» стал Гуальберто Лисаррага.
Первоначально «Спорт Бойз» выступали в полосатых красно-жёлтых футболках, и лишь затем клубными цветами стали розовый и чёрный. Красно-жёлтые цвета ныне используются в качестве выездного варианта формы.
«Спорт Бойз» по сей день остаются четвёртой командой Перу по количеству выигранных чемпионатов, хотя последний титул был завоёван в 1984 году. В последующие годы в истории команды было несколько вылетов в Сегунду и возвращений (1990/1991). Несмотря на это, команда довольно быстро оправлялась после неудач (например, уже в 1992 году «Спорт Бойз» выступили в Кубке Либертадорес, как и в сезоне 2001).
Сезон 2010 команда начала в Примере Перу на правах чемпиона Второго дивизиона 2009, где «Спорт Бойз» провёл только один сезон.

## Достижения
- Чемпион Перу (6): 1935, 1937, 1942, 1951, 1958, 1984
- Вице-чемпион Перу (10): 1938, 1943, 1950, 1952, 1959, 1960, 1966, 1976, 1990, 1991
- Чемпион Второго дивизиона Перу (3): 1989, 2009, 2017
- Участник Кубка Либертадорес (6): 1967, 1977, 1985, 1991, 1992, 2001
- Участник Кубка КОНМЕБОЛ (1): 1999